# A csendes amerikai (film, 2002)
A csendes amerikai Graham Greene azonos című regénye alapján készült brit-amerikai-francia-ausztrál-vietnámi-német dráma, Michael Caine-nel és Brendan Fraserrel a főszerepben.

## Cselekmény
A film cselekménye 1952-ben játszódik Saigonban (Vietnám). Alden Pyle (Fraser) egy szeretetszolgálat képviselőjeként érkezik a városba, ahol összeismerkedik a London Times tudósítójával, Fowlerrel (Caine) és annak vietnámi szeretőjével, Phuonggal, akibe beleszeret, és akit elcsábít Fowlertől. Később elválnak útjaik, majd a háborús övezetben találkoznak újra, ahol Fowler rájön, hogy Pyle az amerikai kormány megbízásából fegyvereket ad el Thé tábornoknak a szeretetszolgálat leple alatt, a tábornok emberei pedig merényleteket követnek el szerte Saigonban, a kommunistákat vádolva meg az ártatlanok halálával. Fowler közvetve hozzájárul Pyle meggyilkolásához, ám a helyi rendőrség nem kezd nyomozást az ügyben.

## Szereplők
| Szerep          | Színész          | Magyar hang     |
| --------------- | ---------------- | --------------- |
| Thomas Fowler   | Michael Caine    | Bitskey Tibor   |
| Alden Pyle      | Brendan Fraser   | Czvetkó Sándor  |
| Phuong          | Do Thi Hai Yen   | Kiss Eszter     |
| Hinh            | Tzi Ma           | Oberfrank Pál   |
| Joe Tunney      | Robert Stanton   | Gergely Róbert  |
| Bill Granger    | Holmes Osborne   | Faragó András   |
| Phuong nővére   | Pham Thi Mai Hoa | Kubik Anna      |
| Thé tábornok    | Quang Hai        |                 |
| Vigot felügyelő | Rade Serbedzija  | Szatmári Attila |
| Mr. Muoi        | Ferdinand Hoang  | Cserna Antal    |